# Jedamki
Jedamki (deutsch Jedamken, 1938 bis 1945 Stenzeln) und Jedamki (osada) sind Ortschaften in der polnischen Woiwodschaft Ermland-Masuren, die zur Landgemeinde Miłki (Milken) im Powiat Giżycki (Kreis Lötzen) gehören.

## Geographische Lage
Jedamki liegt in der östlichen Mitte der Woiwodschaft Ermland-Masuren, 17 Kilometer südöstlich der Kreisstadt Giżycko (Lötzen). Nur einen Kilometer weiter westlich liegt die gleichnamige Siedlung (polnisch osada).

## Geschichte
Der kleine bis 1938 Jedamken und danach Stenzeln genannte Ort bestand noch bis 1945 nur aus ein paar großen und kleinen Höfen. 
Von 1874 bis 1945 war er in den Amtsbezirk Groß Konopken (polnisch Konopki Wielkie) eingegliedert, der – 1938 in „Amtsbezirk Hanffen“ umbenannt – bis 1945 zum Kreis Lötzen im Regierungsbezirk Gumbinnen (1905 bis 1945: Regierungsbezirk Allenstein) in der preußischen Provinz Ostpreußen gehörte. Zwischen 1874 und 1945 war Jedamken resp. Stenzeln außerdem dem Standesamt Groß Konopken zugehörig.
Die Zahl der Einwohner Jedamkens belief sich 1910 auf 67, betrug 1933 bereits 82 und 1939 noch 68.
Aufgrund der Bestimmungen des Versailler Vertrags stimmte die Bevölkerung im Abstimmungsgebiet Allenstein, zu dem Jedamken gehörte, am 11. Juli 1920 über die weitere staatliche Zugehörigkeit zu Ostpreußen (und damit zu Deutschland) oder den Anschluss an Polen ab. In Jedamken stimmten 40 Einwohner für den Verbleib bei Ostpreußen, auf Polen entfielen keine Stimmen.
In Kriegsfolge kam der Ort 1945 mit dem gesamten südlichen Ostpreußen zu Polen und erhielt die polnische Namensform „Jedamki“. Den gleichen Namen trägt jetzt die nahegelegene Siedlung Jedamki (osada), über deren Historie vor 1945 oder auch Gründung evtl. nach 1945 keine Belege vorliegen. Beide Ortschaften sind heute dem Schulzenamt (polnisch sołectwo) Konopki Wielkie zugeordnet und gehören zur Landgemeinde Miłki (Milken) im Powiat Giżycki (Kreis Lötzen), vor 1998 der Woiwodschaft Suwałki, seither der Woiwodschaft Ermland-Masuren zugehörig.

## Religionen
Jedamken war bis 1945 in die evangelische Kirche Milken in der Kirchenprovinz Ostpreußen der Kirche der Altpreußischen Union und in die katholische Pfarrkirche St. Bruno Lötzen im Bistum Ermland eingepfarrt.
Heute gehören Jedamki und Jedamki (osada) zur evangelischen Kirchengemeinde in Wydminy (Widminnen), einer Filialgemeinde der Pfarrei Giżycko in der Diözese Masuren der Evangelisch-Augsburgischen Kirche in Polen, bzw. zur katholischen Pfarrkirche Miłki im Bistum Ełk (Lyck) der Römisch-katholischen Kirche in Polen.

## Verkehr
Jedamki ist von Konopki Małe (Klein Konopken, 1929 bis 1945 Waldfließ) aus über einen Landweg direkt zu erreichen, von wo aus sich ein weiterer Landweg nach Jedamki (osada) anschließt. 